# Terrorelhárítási Központ
A Terrorelhárítási Központot (TEK) a második Orbán-kormány hozta létre a 232/2010. (VIII. 19.) kormányrendelettel, 2010. szeptember 1-jével, a belügyminiszter irányítása alatt, a nemzetközi és hazai terrorizmus, valamint az egyre növekvő erőszakosságot mutató szervezett bűnözés elleni fellépéshez rendelkezésre álló személyi, tárgyi és költségvetési források hatékonyabb, centralizáltabb felhasználása érdekében. Az új szervezet feladatául szabták az állam legfelső vezetőinek teljes körű védelmét is, amit addig a Köztársasági Őrezred látott el. Első főigazgatója Hajdu János rendőr altábornagy, aki az ezt megelőző hét évben civilként Orbán Viktor személyes testőrségét vezette, egyúttal az ellenzéki Fidesz biztonsági igazgatója. Hajdu Jánost a Pintér Sándor 2010. június 21-én nevezte ki a Terrorelhárítási Központ létrehozásával kapcsolatos feladatok miniszteri biztosának. Vezérőrnagyi kinevezését, főigazgatói megbízását, valamint a TEK alapító okiratát pedig a 2010. szeptember 1-jei alakuló állománygyűlésen kapta meg.
A szervezet 600–800 fős állományát a különböző belügyi szervektől és az Alkotmányvédelmi Hivataltól csoportosították át, induló költségvetése 10 milliárd forint volt. A TEK országos hatáskörű állami szervezet. Központja a fővárosi Maléter Pál laktanyában, a budapesti Zách utcában van.

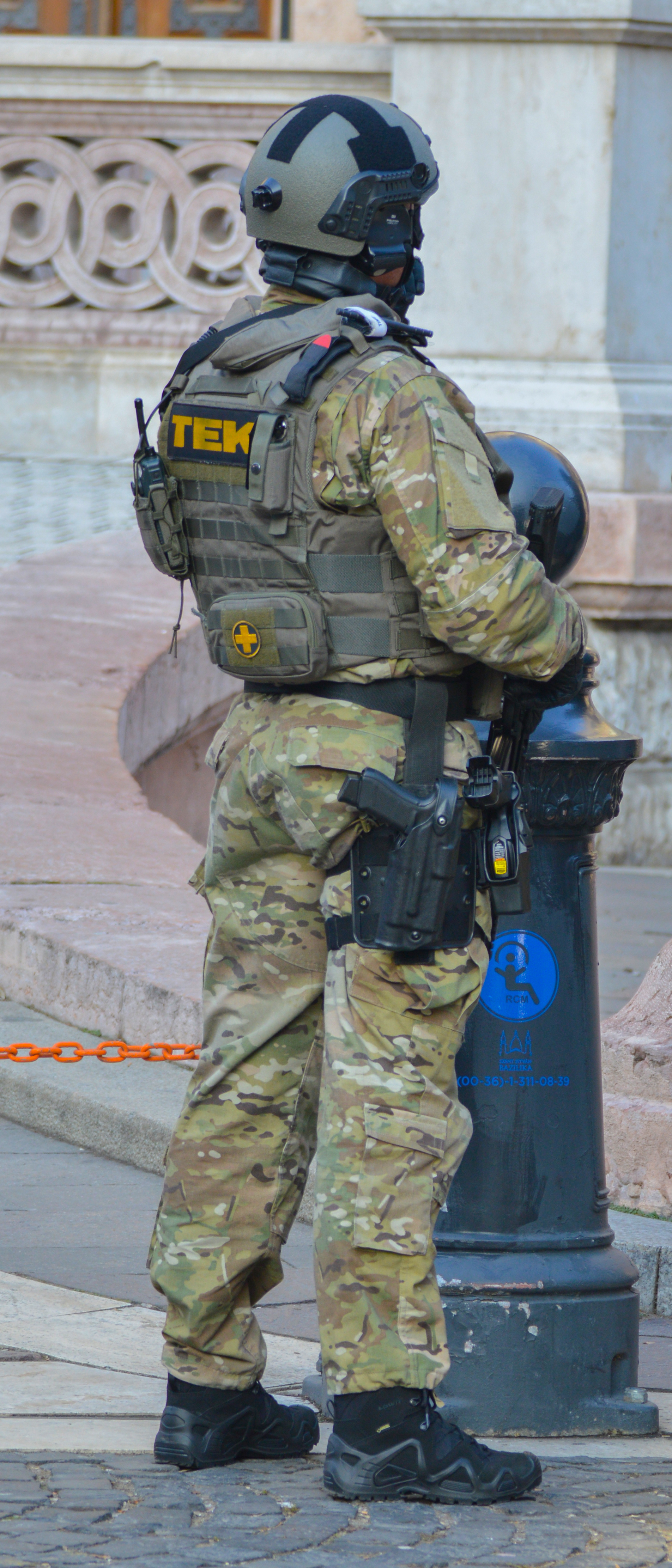
TEK beavatkozó

## Feladatai
A TEK feladatai ellátásának részletes szabályait a 295/2010. (XII. 22.) kormányrendelet határozza meg. Eszerint:
- elemzi és értékeli Magyarország terrorfenyegetettségének helyzetét;
- szervezi és koordinálja a terrorcselekmények megelőzését és elhárítását végző szervek tevékenységét (a katonai nemzetbiztonsági szolgálatok és az Információs Hivatal kivételével):
- ellátja a Terrorellenes Koordinációs Bizottság működésével kapcsolatos előkészítő, végrehajtó és adminisztrációs feladatokat;
- személyvédelmi feladatai körében védi a miniszterelnököt, az Alkotmánybíróság elnökét, a Kúria elnökét és a legfőbb ügyészt. (A köztársasági elnököt[8] és az Országgyűlés elnökét már más szervezetek védik.)[9]

További feladatok, amelyeket a TEK a rendvédelmi szervek részére kizárólagos hatáskörrel, míg a Nemzeti Adó- és Vámhivatal, valamint az ügyészség tekintetében felkérésre végez:
- a szándékos bűncselekmény elkövetésén tetten ért, vagy ilyennel gyanúsított fegyveres személyek elfogása és előállítása;
- ön- vagy közveszélyes állapotban lévő fegyveres személyek megfékezése;

továbbá szükség esetén, a rendvédelmi szervek felkérésére:
- személy elleni erőszakos bűncselekmények megszakítása, az elkövetők elfogása;
- fogva tartott veszélyes személy kísérése;
- hatósági eljárás során lefoglalt, a közbiztonságra különösen veszélyes anyagok, valamint különösen nagy értékű kábítószer szállítása.

## Szervezete
A TEK szervezetében szakmai feladatainak megfelelő ellátása érdekében igazgatóságokat alakítottak ki. Ezek a következők: Felderítési, Műveleti, Személyvédelmi, Ügyeleti és Objektumvédelmi, valamint Operatív Technikai és Informatikai Igazgatóság, tovább a szervezet működéséért felelős Gazdasági és HR Igazgatóságok. Az igazgatóságok szakmai feladataik alapján főosztályokra és osztályokra tagolódnak.

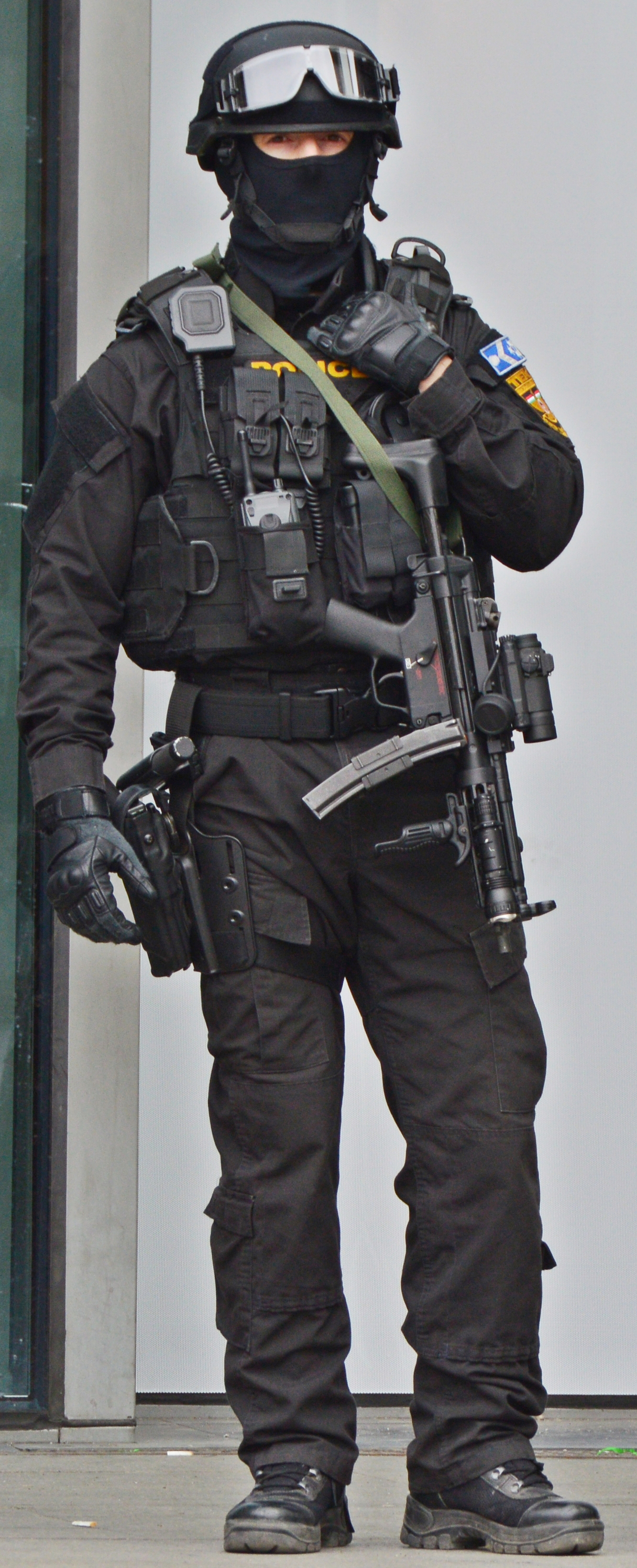
A TEK munkatársa

## A szervezet eredményei
A TEK eddigi működése során sok segítséget nyújtott a rendvédelmi szerveknek fegyveres bűnözők elfogásához. Több esetben külföldről is hozott haza túszokat; ezeknek az akcióknak a részleteit azonban szigorúan titkosan kezelik. A szervezet működését kísérő kisebb, vagy néha súlyos mértékű melléfogások, túlzott erődemonstrációval történő intézkedések általában nagy sajtónyilvánosságot kaptak a hazai sajtóban. Szintén komoly kritikát kapott a sajtóban a TEK költségvetésének gyors és látványos növekedése.
A kritikákkal szemben a sikerek általában titokban maradnak, vagy éppen abban rejlenek, hogy elmaradnak a látványos események. Putyin orosz elnök 2017. februári budapesti látogatása kapcsán például az orosz fél kifejezte elégedettségét a TEK munkájával.

## Veszteségek
A Terrorelhárítási Központ 2023. szeptember 20-án vesztette el beavatkozás közben első emberét. Egy esztergomi épületben robbantotta fel magát egy gyanúsított, amikor rátörtek a rendőrök; ennek során egy TEK munkatárs is meghalt.

## Díjak, elismerések
- Fővárosért Emlékzászló (2014)[14]